# Polizia municipale
La polizia municipale (o polizia comunale) è una tipologia di polizia locale in Italia ad ordinamento civile che può essere costituita e gestita da un comune italiano, sia in forma autonoma oppure consorziata (come nel caso dell'unione di comuni). Ha generalmente compiti di tutela della sicurezza urbana e ordine pubblico, nonché funzioni di polizia giudiziaria, polizia stradale, polizia edilizia, ambientale e tributaria.

## Storia

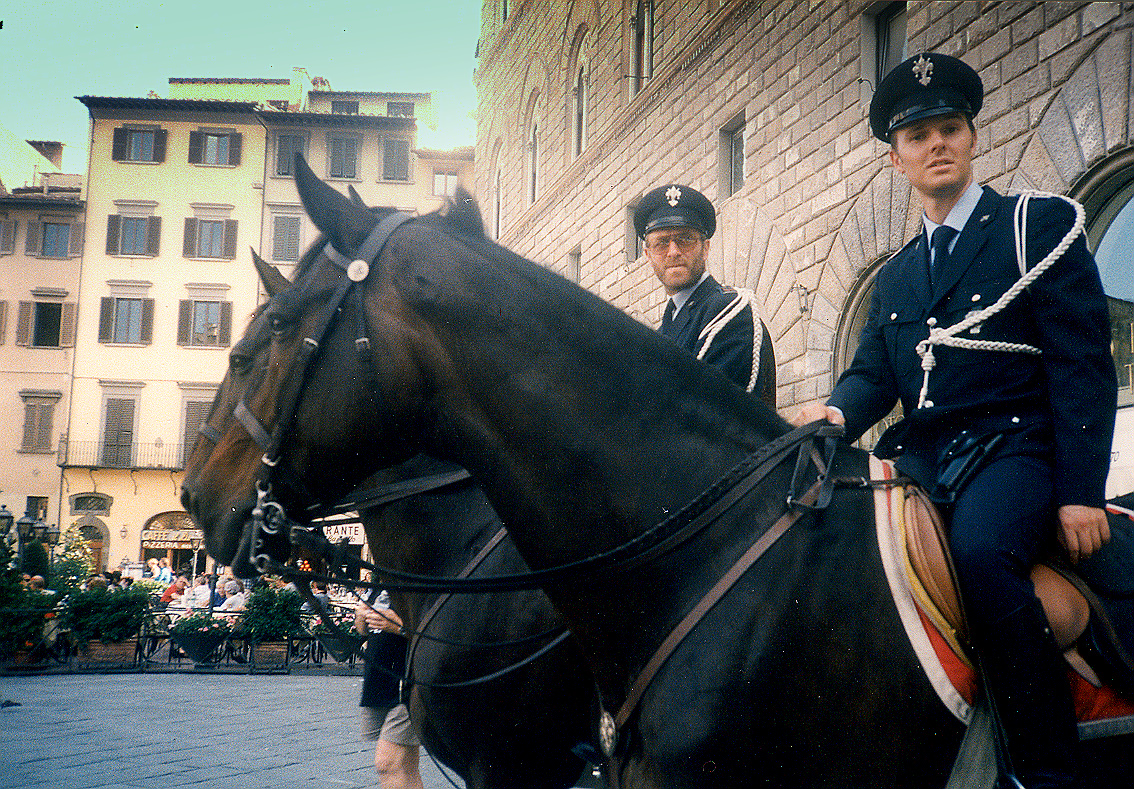
Polizia municipale a cavallo in piazza della Signoria a Firenze nel 1997.

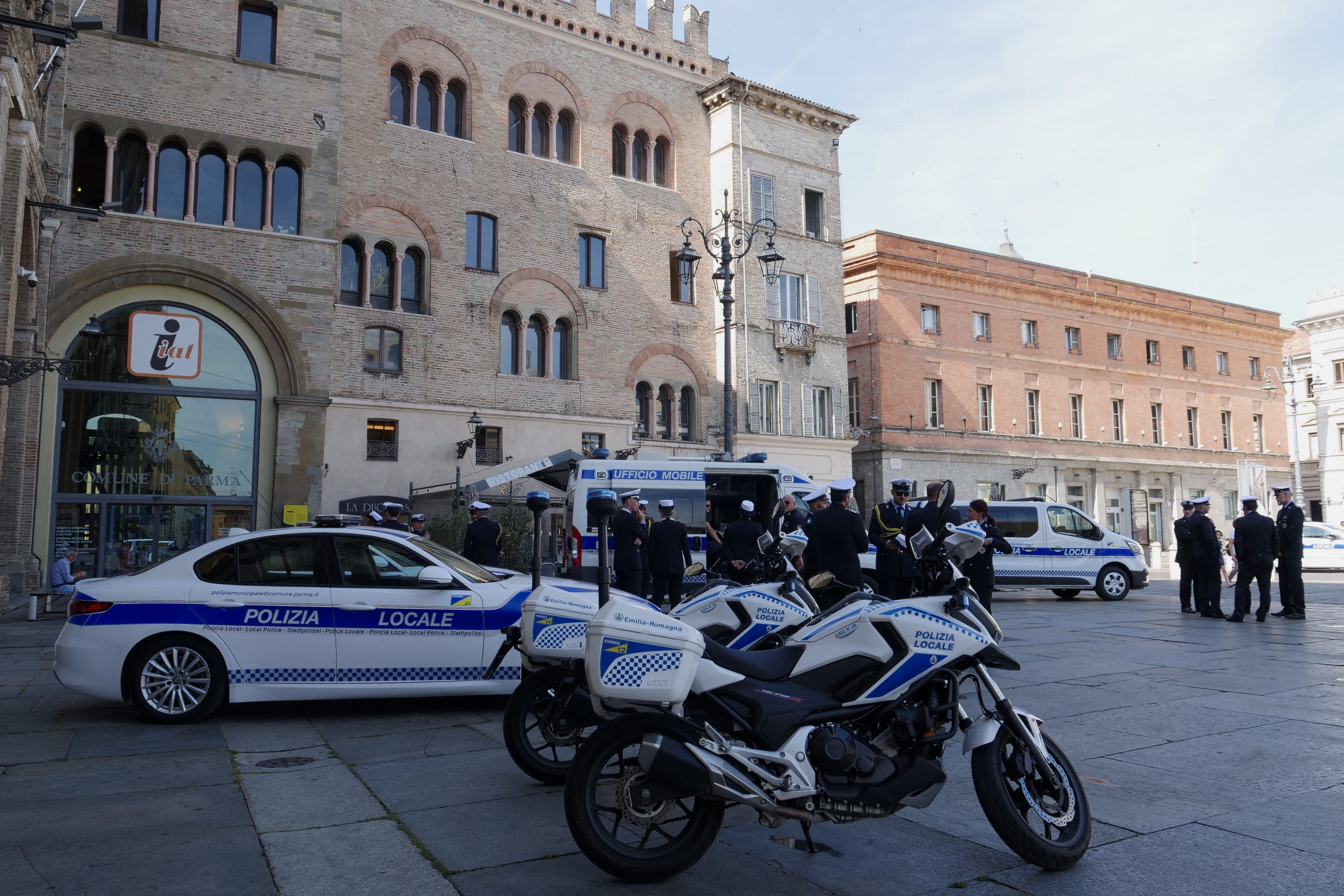
Alcuni mezzi della Polizia Locale con livrea della Regione Emilia Romagna.

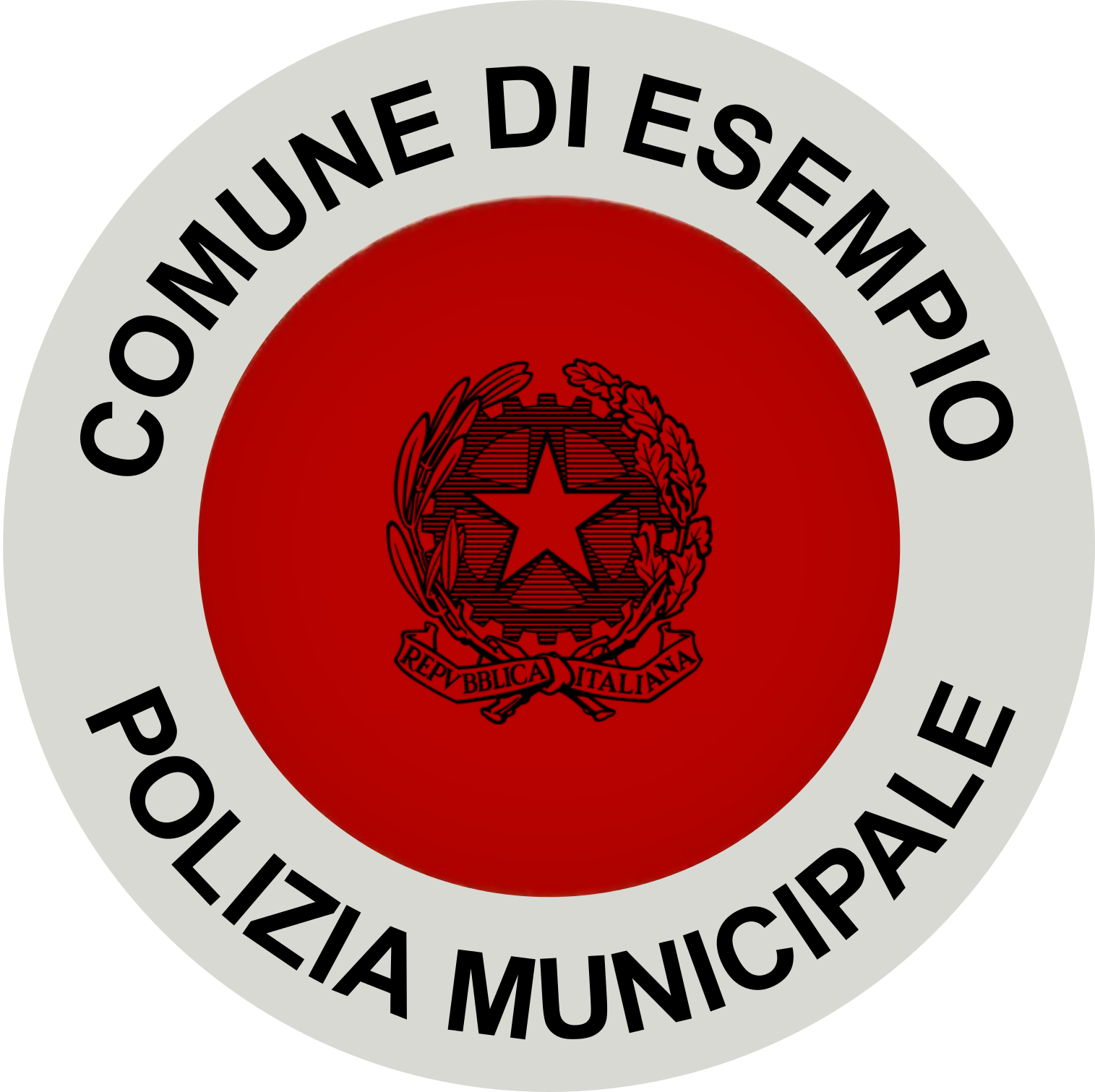
Esempio di disco rifrangente da applicare sulla paletta segnaletica utilizzata dalla polizia municipale.

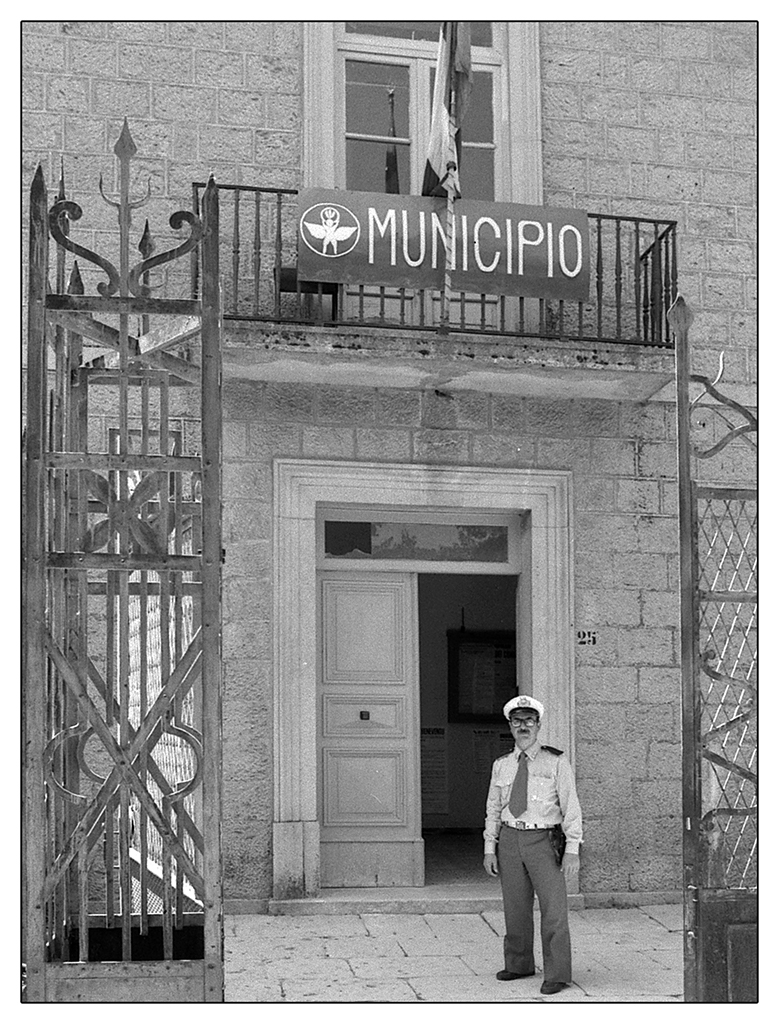
Vigile urbano in servizio davanti al municipio nella seconda metà del Novecento a Finale Ligure

### L'unità d'Italia
Dopo l'unità d'Italia il decreto Rattazzi del 1859 sancì la possibilità per gli enti locali di dotarsi di proprie guardie cittadine, per vigilare sul rispetto dei propri atti normativi con l'autorizzazione dei governatori provinciali che potevano anche rifiutare la costituzione dei servizi. Nel 1907 Giovanni Giolitti, ministro dell'interno del governo Giolitti III, provvide a regolare la materia riunendo le “guardie di città” nel R.D. 31 agosto 1907, n. 690 dando la possibilità ai comuni italiani di poter provvedere alla vigilanza dei regolamenti locali a mezzo proprio personale che doveva essere preventivamente riconosciuto in possesso di titoli e requisiti necessari. Lo stesso art. 19 del testo unico del regio decreto n. 690/1907 prevedeva che con l'autorizzazione del Ministro dell'interno i comuni potessero costituire un servizio di polizia municipale costituito da ufficiali, sottufficiali e guardie municipali per i quali non erano previsti i requisiti delle altre "guardie". Tali soggetti erano preposti all'esecuzione dei provvedimenti straordinari relativi all'igiene, all'edilizia e alla polizia locale e dipendeva esclusivamente dal sindaco. Oltre queste "guardie municipali" vi erano le "guardie dei comuni" la cui disciplina era sottoposta ai prefetti e il servizio era disposto dai questori.

### Il ventennio fascista
Durante il ventennio fascista, con diversi regi decreti legge (R.D.L. 18 ottobre 1925, n. 1846, R.D.L. 9 marzo 1936, n. 472 e R.D.L. 20 febbraio 1939, n. 326) vennero istituite le divisioni speciali di pubblica sicurezza per le città di Roma, Napoli e Palermo con la conseguente soppressione dei Corpi dei vigili urbani e dei guardiani dei giardini. Tali agenti di pubblica sicurezza, definiti ai sensi di legge "guardie metropolitane" provenienti dal "Corpo degli agenti di pubblica sicurezza" e dall'esercito, assunsero le funzioni di polizia urbana e di polizia campestre. Gli ufficiali, i sottufficiali e i vigili urbani dei corpi dei vigili urbani e dei guardiani dei giardini di queste tre città in possesso dei requisiti necessari furono ammessi alla selezione per il Corpo degli Agenti di pubblica sicurezza, come stabilito dal regio decreto n. 690/1907.

### Il secondo dopoguerra e la legge n. 65/1986
Solo nell'immediato secondo dopoguerra italiano furono ricostituiti i vari corpi dei vigili urbani e dei guardiani dei giardini e soppresse le divisioni speciali di pubblica sicurezza e le guardie metropolitane. Con lo sviluppo esponenziale della circolazione automobilistica nei centri urbani, ai vigili urbani e ai guardiani dei giardini, sotto la denominazione originaria di Guardie municipali che riassumeva tutti i Corpi di polizia urbana, venne anche affidato un ruolo di primo piano nella regolamentazione e nel controllo del traffico nei centri abitati. Alla luce del trasferimento di competenza agli enti locali con il D.P.R. 24 luglio 1977, n. 616, che specifica all'art. 18 polizia locale urbana e rurale:
Le guardie municipali che costituivano l'area di vigilanza urbana trovarono infine una nuova disciplina con la legge 7 marzo 1986, n. 65 ("Legge quadro sull'ordinamento sulla polizia municipale"), e assunsero la denominazione odierna di operatori di polizia municipale, ed obbligatoriamente inquadrati in tali corpi posti alla gestione ed alle dipendenze di un comune italiano.

## Disciplina normativa
La fonte principale è costituita dalla legge 7 marzo 1986, n. 65 nonché dalle rispettive leggi regionali specifiche, ove emanate, che ne disciplinano la formazione degli appartenenti, le caratteristiche delle uniformi e dei relativi distintivi di grado, le caratteristiche dei mezzi e gli strumenti operativi in dotazione ai corpi e servizi che i comuni italiani possono liberamente decidere se costituire o meno. Per strumenti operativi restano esclusi dalla disciplina della legge regionali le armi e tutti gli strumenti atti a offendere o finalizzati all'offesa, che sono soggetti ad approvazione della Commissione consultiva centrale per le armi, di cui all'art. 6 della legge 18 aprile 1975, n. 110 e autorizzati dal Ministro dell'interno, come anche ribadito delle sentenze della Corte costituzionale nn. 167/2010 e 35/2011.
Al Sindaco (o Presidente della Provincia) compete vigilare sull'espletamento del servizio di polizia municipale/locale e impartire le direttive a tal fine necessarie, spettando al Comandante del Corpo o Servizio (il Corpo viene istituito solo in presenza di almeno sette operatori) l'addestramento e l'impiego tecnico/operativo degli appartenenti. Gli appartenenti alla polizia municipale o locale svolgono nel territorio di competenza e nei limiti demandati dalle leggi le funzioni loro attribuite dagli artt. 3 e 5 della legge n. 65/1986. Infine, la polizia municipale è inoltre disciplinata da disposizione legislative regionali, poiché la legge quadro è spesso integrata in ogni regione da leggi specifiche che disciplinano, ad esempio, gli aspetti relativi ai distintivi di grado, la foggia delle uniformi e dei mezzi di servizio.

## Organizzazione
La polizia municipale può essere organizzata in corpo, su conforme deliberazione dell'organo assembleare dell'ente locale, quando il numero degli addetti sia pari o superiore a sette. In tal caso, la polizia municipale o locale viene elevata al rango di ramo autonomo di amministrazione dell'ente locale e il relativo responsabile assume la denominazione di comandante, il quale risponde direttamente al sindaco o all'assessore delegato, del rispetto delle direttive indicate, nonché dei regolamenti del Corpo approvati con delibera di Consiglio Comunale, nei quali si indicano fra l'altro le modalità dell'addestramento, della disciplina e dell'impiego tecnico-operativo (armamento e dispositivi di protezione individuale) degli appartenenti al Corpo.
Ove l'ente locale abbia istituito il corpo di polizia municipale/locale, il suo ordinamento e la sua organizzazione saranno disciplinati con apposito regolamento, che di norma deve prevedere:
- Comandante (Dirigente o funzionario)
- Ufficiali di Polizia Locale - Ispettore o Commissario di Polizia Locale (Addetti al coordinamento e controllo)
- Sottufficiali di Polizia Locale - Vice Ispettore di Polizia Locale (Addetti al coordinamento degli Operatori)
- Operatori di Polizia Locale  (Agente, Agente Scelto, Assistente, Assistente Scelto)

Secondo la sentenza del Consiglio di Stato 14/05/2013, n. 2607 il comandante della polizia municipale può anche esser soggetto non appartenente al corpo stesso, potendo anche essere non dirigente, purché sia in servizio presso l'ente di riferimento e abbia i requisiti necessari per appartenere al corpo.

## Attività e funzioni

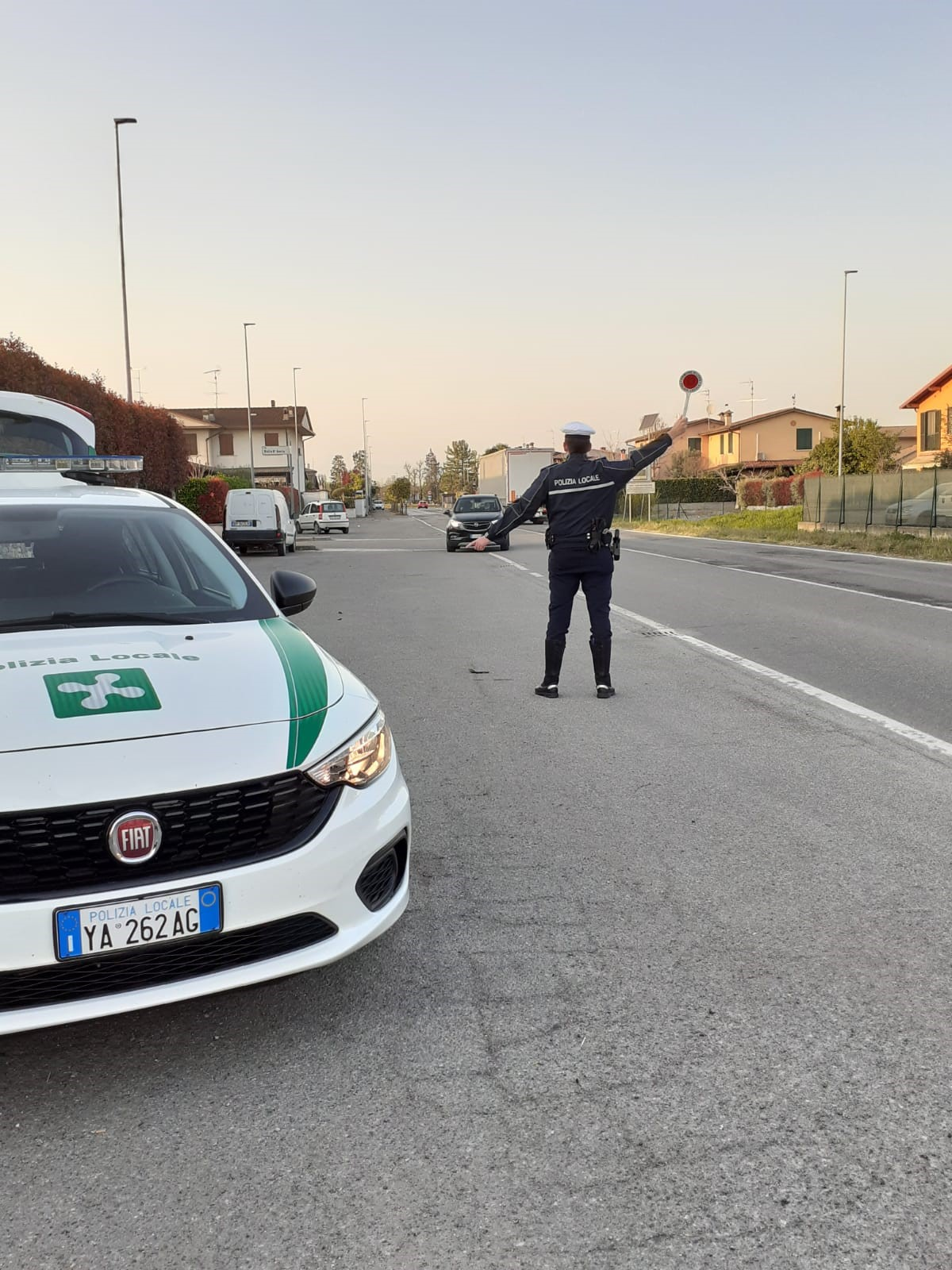
Agenti della polizia locale in Lombardia impegnati in controlli stradali

Opera come Polizia Amministrativa, nonché come Polizia Giudiziaria e Sicurezza Urbana, intervenendo su situazioni di degrado urbano.
Altre funzioni sono:
- pubblica sicurezza; Agenti di Pubblica Sicurezza per conferimento del Regio Decreto 690/1907.
- polizia amministrativa; vigilanza sul rispetto dei regolamenti locali, servizi di polizia commerciale ed annonaria, polizia ambientale, sanitaria e tributaria locale.
- polizia stradale (nel territorio di competenza, salvo accordi e autorizzazioni delle autorità statali: questore, giudice delle indagini preliminari, prefetto) e controllo sulla viabilità urbana.

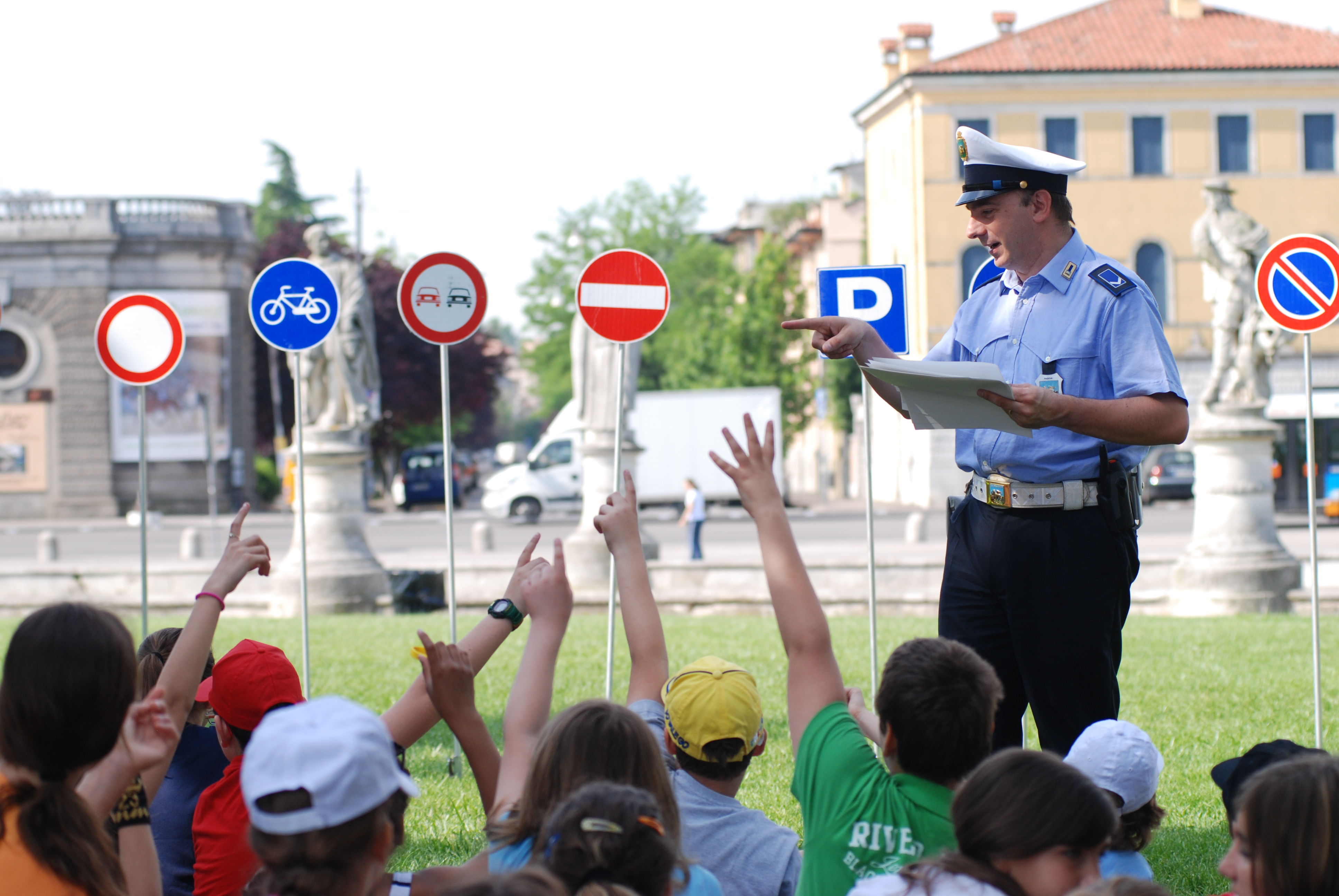
Un agente di polizia locale in Veneto tiene una lezione di educazione stradale e civica

Alcuni settori tipici di attività possono essere:
- contrasto al commercio abusivo;
- mantenimento della pubblica sicurezza e dell'ordine pubblico;
- reati in materia di stupefacenti;
- reati contro il patrimonio;
- reati contro le persone;
- reati contro l'ambiente;
- reati contro la pubblica amministrazione italiana;
- tutela dei minori;
- tutela del patrimonio pubblico.

Alle attività di cui sopra si aggiunge l'attività d'istituto di polizia stradale, I nuclei che si occupano di "sicurezza stradale e codice della strada" hanno nel corso del tempo implementato le attività di prevenzione e repressione, in diversi casi anche in coordinamento con le sale operative degli altri organi di polizia. Innumerevoli le denunce penali per guida in stato d'alterazione psicofisica (dovuta all'abuso di alcool e all'assunzione di sostanze stupefacenti o psicotrope), guida senza patente o perché revocata, uso o falsificazione di documenti (patenti, carte di circolazione, certificati e contrassegni di assicurazione, ecc.).
Infine, secondo la circolare del Ministero dell'interno n. 3/2001, la qualifica e le funzioni dell'agente di polizia municipale sono identiche a quelle degli agenti della Polizia di Stato relativamente all'esecuzione dei trattamenti sanitari obbligatori assieme al personale sanitario preposto.

## Personale

### Arruolamento e requisiti
La nomina del personale della polizia municipale avviene attraverso concorso pubblico, con bando di concorso deliberato dalla giunta del comune italiano interessato, e pubblicato sulla gazzetta ufficiale della Repubblica Italiana. Tra i requisiti è necessario essere in regola con gli obblighi militari, per coloro nati prima del 1985 e l'idoneità psico-fisica alla mansione che verrà accertata dal medico competente in fase pre assuntiva. Vi sono limiti per l'immissione a ruolo di operatore di polizia municipale per gli obiettori di coscienza al servizio militare di leva (a loro infatti è vietato l'utilizzo delle armi) salvo rinuncia a tale status.
Il contratto di lavoro può essere sia a tempo determinato sia a tempo indeterminato; tuttavia possono anche essere banditi concorsi per l'assunzione a tempo determinato di tipo stagionale o part-time. I requisiti generali per l'assunzione sono quelli previsti dalla normativa statale sul personale dipendente degli enti locali; il rapporto di lavoro è regolato dal CCNL Regioni ed autonomie locali.
Nella fattispecie per essere assunti nella polizia locale, secondo il vigente CCNL di comparto, necessita osservare che:
Per la categoria Istruttori - ex. cat C (ruolo agenti - assistenti - sovrintendenti):
- È richiesto il diploma di maturità superiore quinquennale;
- È richiesta l'idoneità psicofisica alla mansione e la disponibilità incondizionata e l'idoneità all'utilizzo delle armi
- È richiesto di base il possesso della patente di guida di categoria B per autovetture; in molti bandi di concorso è richiesto anche il possesso della patente A per la conduzione di motocicli; in alcune località marine e lacuali, in aggiunta può essere richiesto il possesso della patente nautica.

Per l'accesso ai Funzionari (ex categoria D), quella in cui sono inquadrati i comandanti, istruttori direttivi e i coordinatori, è necessario un diploma di laurea, requisito introdotto dalla riforma Brunetta del 2009; sino a tale data potevano accedere in categoria D - tramite concorso interno - anche dipendenti non in possesso di laurea.
Il CCNL Comparto Funzioni Locali 2019-2021, in realtà, ha previsto per i già dipendenti la possibilità di progressione verticale tra le varie Aree anche in assenza del prescritto titolo di studio obbligatorio da contratto, con passaggio che dovrà avvenire per "procedura valutativa". La Tabella C del CCNL specifica più concretamente i criteri di passaggio tra le Aree per coloro che siano già in forza all'Ente locale. L'istruttore, già dipendente, potrà quindi progredire a Funzionario tramite procedura valutativa se in possesso del diploma di scuola superiore e almeno 10 anni di esperienza nel profilo istruttore.

### Status giuridico degli operatori di Polizia Locale
La qualifica di agente di pubblica sicurezza è attribuita con decreto di approvazione emanato dal Prefetto, su richiesta del Sindaco. Requisiti:
- godimento dei diritti politici e civili;
- non aver subito condanna a pena detentiva per delitto non colposo o non essere stato sottoposto a misura di prevenzione;
- non essere stato espulso dalle forze armate italiane o dai Corpi militarmente organizzati o destituito dai pubblici uffici.

Ai sensi della legge n. 65/1986 sono qualificati operatori, come da disposizione ordinamentale in via generale tratta ancora dall'art. 7, comma 3, lettera c) della legge sopra richiamata, mentre i quadri intermedi sono qualificati coordinatori ed addetti al controllo; il comandante viene definito responsabile del Corpo. Il prefetto revoca la qualità di agente di p.s. qualora vengano meno i requisiti, senza che ciò faccia venire meno la qualifica di Agente/Ufficiale, come stabilito all'art. 5 della legge n. 65/1986.

### Dotazioni e presidi
Il decreto del Ministero dell'interno 4 marzo 1987, n. 145 (Norme concernenti l'armamento degli appartenenti alla polizia municipale ai quali è conferita la qualità di agente di pubblica sicurezza), modificato dal d.m. 18 agosto 1989, n. 341 stabilisce le modalità di porto e detenzione e il tipo di armamento che può essere adottato con regolamento del consiglio comunale ed è per esclusiva difesa personale dell'operatore titolare dell'autorizzazione.
Inoltre, ai sensi dell'art. 8 del D.M. 4 marzo 1987, n. 145 agli operatori di polizia municipale è consentito il porto dell'arma, senza licenza, secondo i rispettivi regolamenti comunali, oltre che nel territorio del comune di appartenenza nel quale prestano servizio per raggiungere dal proprio domicilio il luogo di servizio e viceversa. La scelta di armare o meno il corpo/servizio è rimessa alla potestà decisionale del Consiglio comunale che provvede con proprio regolamento in relazione all'esigenza di difesa personale, assumendosi le responsabilità verso terzi per i danni prodotti dal dipendente. Lo stesso d.m. 145/1987 individua nella “tessera di riconoscimento” della polizia municipale un sostitutivo di una comune licenza di porto d'armi, soggetta a rinnovo annuale previo accertamento del permanere dei requisiti stabiliti per il rilascio del porto d'armi. Non è consentito all'operatore della polizia municipale, come per gli operatori dei corpi di polizia dello Stato, portare armi non previste dalla legge nazionale e secondo le modalità stabilite dai rispettivi regolamenti locali. L'arma assegnata dal comune secondo le modalità stabilite con regolamento dell'Ente, a norma del d.m. 4 marzo 1987, n. 145 può essere portata nell'ambito del territorio di appartenenza anche al di fuori del servizio quando questo è espressamente previsto dal regolamento approvato dal consiglio comunale che si fa carico degli effetti civili dell'utilizzo dell'arma da parte del proprio dipendente.
Riguardo all'armamento, la Commissione consultiva centrale per le armi di cui all'art. 6 della legge 18 aprile 1975, n. 110 aveva determinato che le cosiddette mazzette di segnalazione sono armi proprie comunicando, attraverso il Ministero dell'interno – Dipartimento della pubblica sicurezza – Ufficio per l'amministrazione generale – Ufficio per gli affari della polizia amministrativa e sociale n. 557/PAS.12982(10) 8 datata 29 marzo 2011, le procedure di cui all'art. 4 della legge n. 110/1975 come conseguenti l'adozione di questo strumento. Sullo stesso argomento vedasi anche quanto stabilito in merito alle bombolette di gas OC con parere del gabinetto del ministro n. 17119/110 del gennaio 2006.
Successivamente il Ministero dell'interno si è espresso più volte in maniere differenti (parere n. 557/PAS.12982(10)8 del 29/3/2011) durante le varie richieste pervenute dai vari Comandi e spesso si è sollevato un vero e proprio conflitto tra Stato e Regioni, alla luce della già citata Riforma del Titolo V con la quale viene demandata alla Regione di "[...] disciplinare le caratteristiche dei mezzi e degli strumenti operativi in dotazione a Corpi e Servizi [...]" , indicando le prese di posizione del Ministero come un "sconfinamento" nel contesto normativo, che permette alle Regioni dunque di dotare gli operatori di validi sistemi di autotutela.
A novembre 2018 il cosiddetto Decreto Sicurezza ha autorizzato l'impiego in via sperimentale dei taser (arma ad impulsi elettrici) da parte di Polizia di Stato, Carabinieri, Guardia di Finanza, Polizia Municipale dei centri con più di 100.000 abitanti. Oltre ai taser, è stata proposto il conferimento di alcuni presidi di autotutela quali spray antiaggressione (detti anche key defender) e telecamere sulla divisa (o body cam). 
Grazie alla deroga contenuta nel d.l. 30 dicembre 2023, n. 215, convertito in l. 23 febbraio 2024, n. 18 è stata tolta la limitazione all'adozione del taser da parte dei comuni comuni con meno di 100.000 abitanti o non capoluoghi di provincia, di fatto allargando la platea di Polizie Locali che possono dotarsi di questo presidio di difesa. L'uso delle bodycam è stato autorizzato dal Garante della Privacy, e a settembre è incominciata la sperimentazione da parte della Polizia locale nei centri urbani di alcune città di Liguria, Lombardia e Veneto (Genova, Milano e Varese, Padova e Vicenza, fra questi). La sperimentazione degli spray urticanti è stata portata avanti in tantissimi comuni di varie dimensioni, rendendo lo spray uno degli strumenti di autotutela maggiormente impiegati.
Ad Arezzo si stanno provando in via sperimentale gli occhiali ad infrarossi, per leggere le targhe.
Ad oggi, la maggioranza dei corpi/servizi di polizia locale sono armati e dotati di presidi difensivi. In molti casi è prevista la dotazione di pistola semiautomatica e di strumenti per la difesa personale non letale quali lo spray urticante, lo sfollagente o bastone estendibile e le manette. In alcune realtà, generalmente nei comuni minori, il consiglio comunale ha optato per la dotazione di soli presidi per la difesa personale, senza autorizzare il porto della pistola. Tuttavia si registrano ancora comuni che non hanno predisposto alcun tipo di dotazione difensiva od armamento per il proprio corpo/servizio di polizia locale, limitando di fatto l'operatività del servizio sul territorio.

### Nuclei, reparti e specializzazioni
A seconda delle dimensioni territoriali dell'ente e dell'organico in forza presso il Comando di riferimento, l'organigramma può includere più o meno Nuclei e/o Reparti specialistici a seconda delle esigenze e delle professionalità presenti. I vari nuclei o reparti cambiano denominazione a seconda delle diverse realtà operative ma è possibile elencarne alcuni dei più comuni in Italia:
- Nucleo pronto intervento reparto radiomobile[19]
- Nucleo investigazioni scientifiche e falso documentale, settore specializzato nella verifica dei documenti che si sospettano essere contraffatti, alterati o non genuini. Questi nuclei dispongono di apparecchiature e programmi sofisticati per l'analisi dei supporti documentali. Altresì questi settori possono impiegare personale specializzato per il fotosegnalamento o per le indagini sui dispositivi telematici (es cellulari, computer) per attività d'iniziativa o molto spesso su delega dell'autorità giudiziaria.[20]
- Nucleo di polizia giudiziaria
- Nucleo territoriale
- Nucleo sicurezza urbana
- Nucleo tributi (con esclusivo riferimento ai tributi di competenza dell'ente locale)
- Nucleo polizia annonaria/commerciale
- Nucleo polizia edilizia
- Nucleo a cavallo
- Nucleo polizia ambientale
- Cinofili[21]
- Nucleo lagunare (e/o sommozzatori)[22]
- Nucleo Antiviolenza
- Nucleo Specialistico Emergenze della Polizia Locale di Milano, specializzato nella gestione di scenari critici quali T.S.O. e allarmi terroristici, tra cui quelli con presunti ordigni chimici. Gli operatori di questo reparto hanno conseguito apposita formazione.
- Nucleo Antiabusivismo Commerciale, di solito operante sotto la sezione Nucleo Controllo Commercio, annonaria e di pubblica sicurezza, opera prevalentemente sui demani marittimi e sono specializzati in blitz e sequestri di merce indebitamente posta in commercio, contraffatta o meno. La Regione Emilia-Romagna è la più nota per usufruire di questi reparti (es. Ravenna, Rimini, Riccione, Comacchio, Cervia-Milano Marittima) ma di fatto nei Comandi di tutta Italia è presente questo importante reparto.
- Reparto Nautico
- Reparti Motociclisti, di solito impiegati per un rapido pronto intervento, potendo essi muoversi rapidamente nel traffico e raggiungere colleghi in difficoltà o sopravvenire quando si richiede operatività rapida.

A questo elenco, non esaustivo e puramente generico, si affiancano una serie di altri Nuclei o Reparti che si vengono a creare a seconda delle problematiche insite nel territorio. A coordinare le unità e il personale su territorio vi è una centrale operativa, la quale si occupa di processare le chiamate e inviare le pattuglie ove viene richiesto l'intervento.

## Veicoli in dotazione

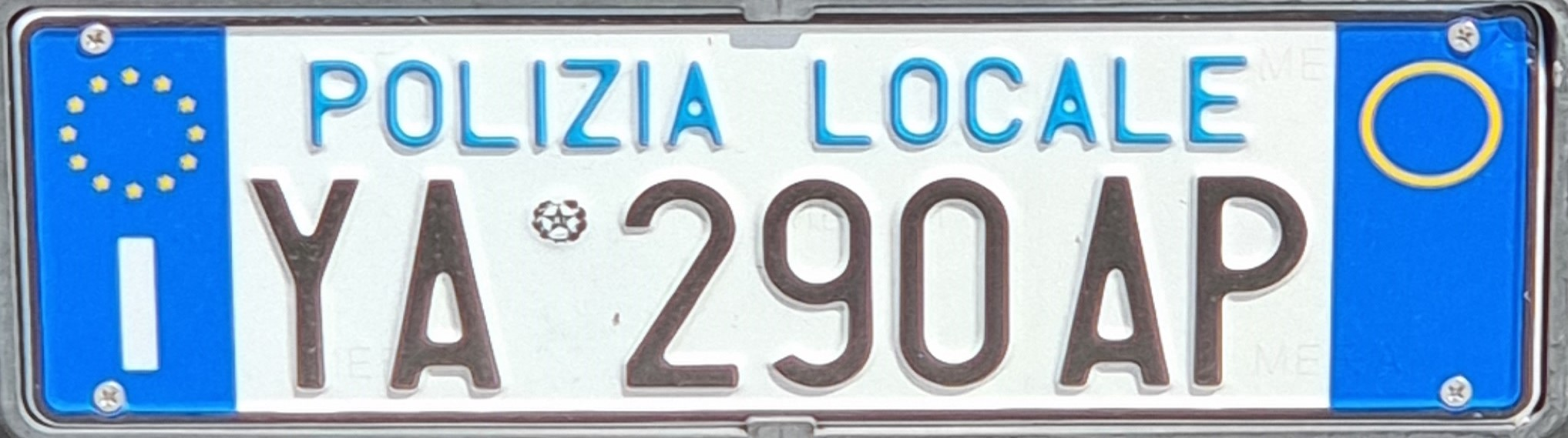
Targa automobilistica della polizia locale.

La polizia locale utilizza tutta la gamma di veicoli utili per l'espletamento dei servizi dei propri nuclei e reparti.
I veicoli utilizzati sono: 
- velocipedi;
- ciclomotori;
- bighe elettriche;[23]
- motocicli;
- autoveicoli e autocarri;
- Natanti e imbarcazioni
- elicotteri reparto volo Polizia Roma Capitale;[24][25]
- aerei leggeri.[26]

Le livree variano sulla base dei regolamenti delle regioni di appartenenza. Tipicamente si hanno bande di tonalità azzurro o blu su fondo bianco, ma ci sono anche livree con bande verdi (Piemonte e Lombardia), rosse (Toscana) o colori dominanti blu con bande bianche (Veneto e Puglia).
Le targhe per i veicoli utilizzati dai corpi di polizia locale (provinciale e municipale) sono state adottate con decreto 27 aprile 2006, n. 209 del Ministero delle Infrastrutture e dei Trasporti.
Queste targhe hanno dimensioni e foggia analoghe a quelle civili, sebbene i caratteri alfanumerici abbiano dimensioni più piccole delle targhe normali, e portano inoltre la scritta per esteso "POLIZIA LOCALE" in colore blu, sopra la numerazione progressiva. Quest'ultima per le autovetture è del tipo "YA 000 AA" dove la lettera "Y" è fissa mentre i restanti caratteri saranno progressivi. Il lotto inaugurale con la combinazione YA 000 AA è stata attribuita alla provincia di Ancona avvenuta in data 19 gennaio 2009.
Le targhe per i motocicli di polizia locale sono di forma quadrata, con numerazione progressiva del tipo "YA 00000" disposta su due righe, dove la lettera "Y" è fissa. Riportano la scritta per esteso "POLIZIA LOCALE" in colore blu, tra le due righe della numerazione.
Per la guida di tali veicolo è previsto il possesso della patente di guida stabilita all'art. 139 del codice della strada, per la conduzione di veicoli adibiti al servizio di polizia stradale. Questa abilitazione chiamata anche "patente di servizio" viene conseguita presso la Motorizzazione Civile a seguito di esame scritto e pratico al cospetto di una commissione composta da appartenenti alla motorizzazione, alla prefettura e personale della Polizia Stradale.

## Denominazione

### Nelle lingue minoritarie

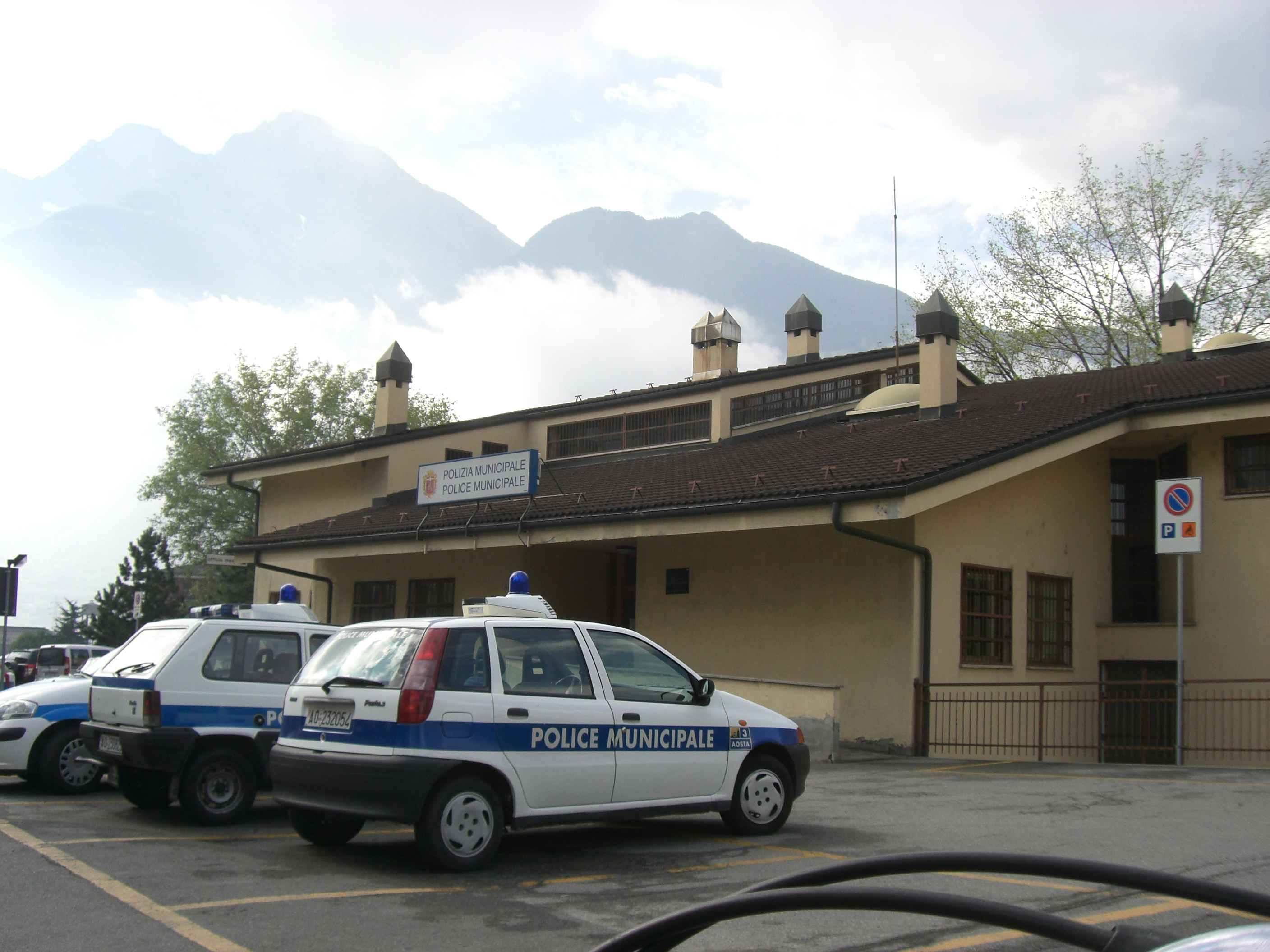
Sede della polizia municipale di Aosta.

Nelle regioni a statuto speciale in cui vige un regime di bilinguismo, la denominazione Polizia municipale/locale è stata resa nelle seguenti varianti:
- Per la Valle d'Aosta, bilingue italiano/francese, Police municipale o Police locale in francese, a cui si aggiunge Gemeindepolizei per i comuni trilingui italiano/francese/tedesco di Gressoney-Saint-Jean, Gressoney-La-Trinité e Issime, nell'alta valle del Lys;
- Per la provincia autonoma di Bolzano, bilingue italiano/tedesco, Stadtpolizei (nei centri abitati più popolosi, come Bolzano, Vipiteno e Merano), oppure Gemeindepolizei o Ortspolizei (per i comuni minori); nei comuni di lingua ladina, trilingui italiano/tedesco/ladino, si aggiunge la denominazione ladina Polizai de chemun[27];
- In Friuli-Venezia Giulia, per i comuni delle ex province di Trieste, Gorizia e Udine il cui statuto prevede il bilinguismo italiano/sloveno, Krajevna Policija; per i comuni bilingui italiano-friulano, Polizie municipâl.[28]

### Nelle lingue gergali
In alcuni dialetti la denominazione del poliziotto preposto al servizio stradale, detto vigile o vigile urbano è spesso relativa al cappello che una volta portavano: ghisa a Milano, pizzardone a Roma, tubo a Trieste, o alla loro posizione presso gli incroci, come il cantuné di Genova. Nella parlata bolognese invece il termine italiano è sostituito da una deformazione dell'equivalente anglofono: pulisman, mentre a Torino sono noti come cìvich.

## Galleria d'immagini

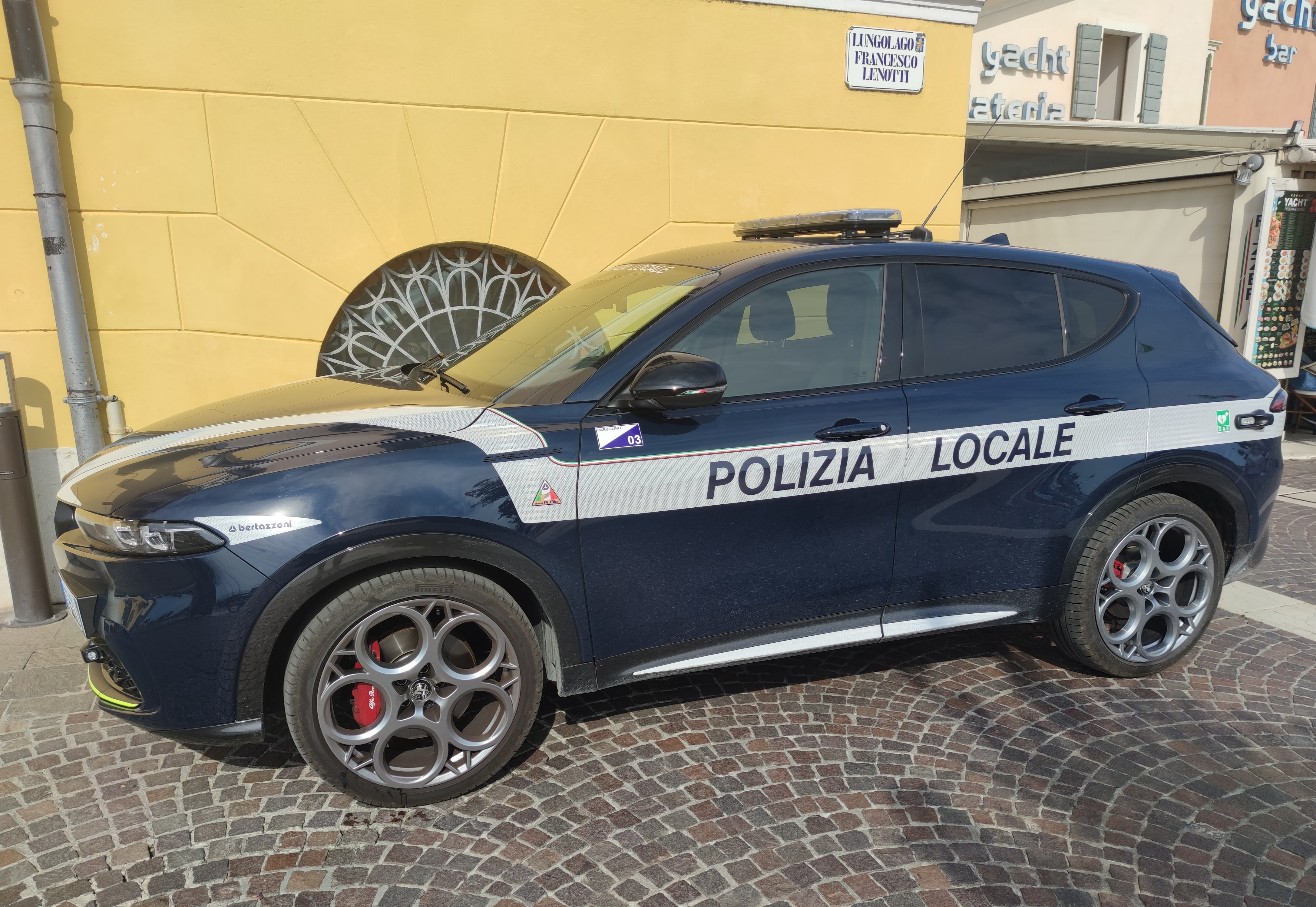
veicolo di servizio con livrea Regione Veneto
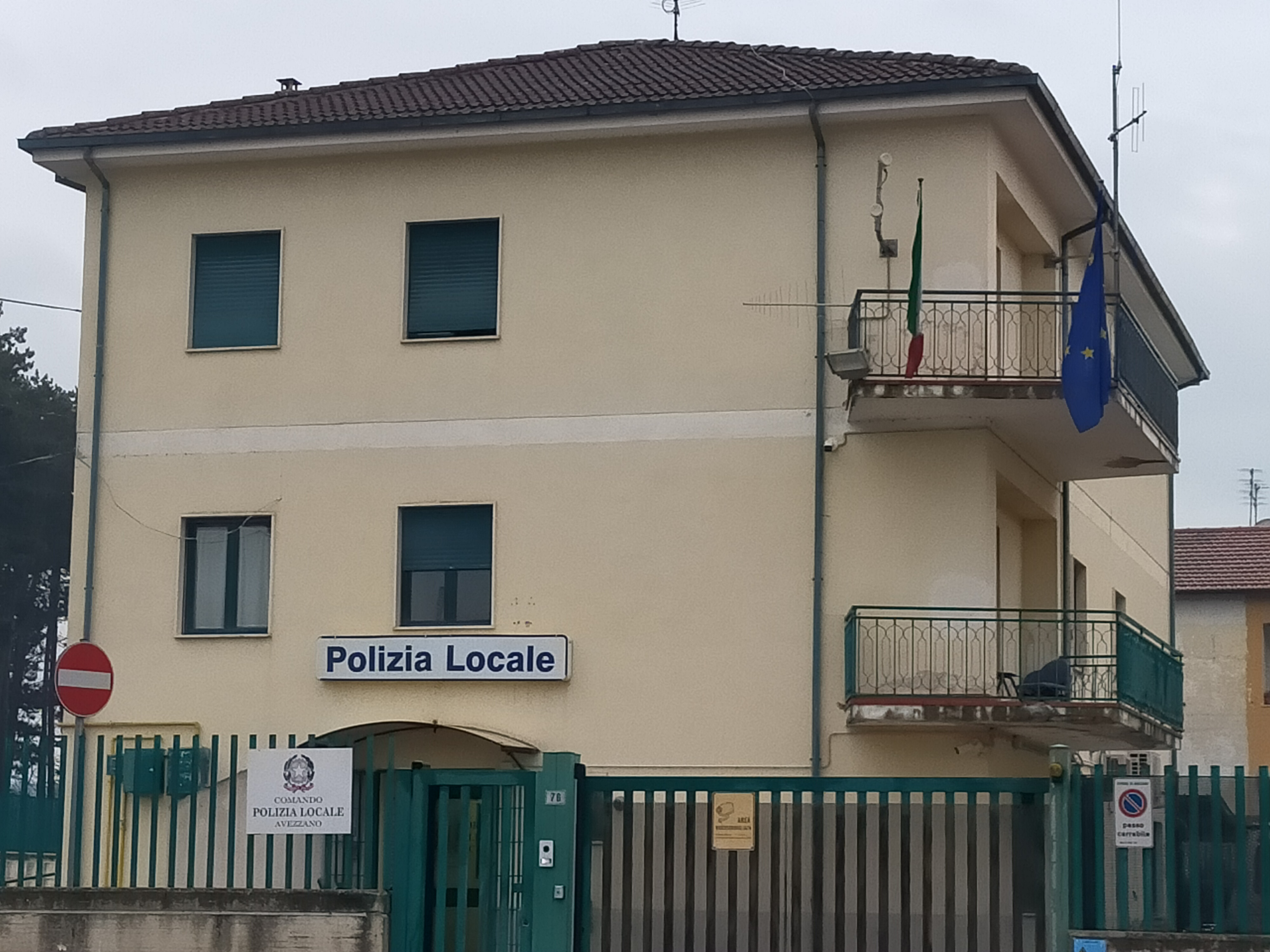
Vista della sede del comando della Polizia Locale di Avezzano